# Rebels (Black Veil Brides)
Rebels è il secondo EP del gruppo musicale statunitense Black Veil Brides, pubblicato il 13 dicembre 2011.

## Il disco
L'EP contiene quattro tracce (tre brani e un video). La prima canzone, chiamata Coffin, era precedentemente stata pensata per l'album Set the World on Fire, ma è stata successivamente scartata. Gli altri due brani sono delle cover; la prima è un rifacimento della canzone di  Billy Idol Rebel Yell, mentre l'altra è di Unholy dei Kiss, con la partecipazione di Zakk Wylde che esegue l'assolo di chitarra. Rebels contiene anche un video integrale di sei minuti di Rebel Love Song. L'immagine dell'album è stata disegnata da Richard Villa, autore della copertina di Set the World on Fire.

## Tracce
1. Coffin – 4:15
2. Rebel Yell (Billy Idol Cover) – 4:38
3. Unholy (Kiss Cover) (feat. Zakk Wylde) – 3:25
4. Rebel Love Song (Video) – 6:51

## Formazione
- Andy Biersack – voce
- Ashley Purdy – basso, voce secondaria
- Jake Pitts – chitarra solista
- Jinxx – chitarra ritmica, violino
- Christian Coma – batteria, percussioni